# 裵ジョンミョン
裵 ジョンミョン（ペ ジョンミョン、1985年1月18日 - ）は、日本の俳優。岡山県出身。かつては鈍牛倶楽部に所属していた。日本映画学校（現・日本映画大学)俳優科卒業。出演作品によっては「ペ・ジョンミョン」「ペジョンミョン」などとクレジット表記されている場合もある。

## 出演

### 映画
- 東京大学物語（2006年）
- 気球クラブ、その後（2006年）
- 図鑑に載ってない虫（2007年）
- 転々（2007年）
- うた魂♪（2008年）
- ぼくたちと駐在さんの700日戦争（2008年）
- 愛のむきだし（2009年）
- 旅立ち〜足寄より〜（2009年） - 佐藤耕造 役
- 火天の城（2009年） - 太助 役
- 空気人形（2009年） - 清掃員 役
- OUTSIDE7（2009年 ※自主制作映画）
- カケラ（2010年） - 高橋悟 役
- 恋の罪（2011年） - 大久保 役
- 冷たい熱帯魚（2011年） - オオクボヒロシ 役
- 極道兵器（2011年）
- デッドボール（2011年） - アイボール 役
- ハードロマンチッカー（2011年） - カンテファン 役
- ヒミズ（2012年）
- 世界最後の日々（2012年）
- 地獄でなぜ悪い（2013年、園子温監督）
- 森山中教習所（2016年）
- 何者（2016年）
- 父の結婚（2016年）
- 笑う招き猫（2017年）
- いつまた、君と 何日君再来（2017年）
- 火花（2017年）
- ニワトリ★スター（2018年）

### テレビドラマ
- ビー・バップ・ハイスクール（2004年6月、TBS）
  - ビー・バップ・ハイスクール2（2005年8月）
- 不機嫌なジーン（2005年1月 - 3月、フジテレビ） - 桜井祐介 役
- WATER BOYS 2005夏（2005年8月、フジテレビ） - 鰤谷波男 役
- 野ブタ。をプロデュース 最終話（2005年12月、日本テレビ）
- 純情きらり （2006年4月 - 9月、NHK連続テレビ小説） - 治 役
- ライオン丸G 第4話・5話（2006年10月、テレビ東京） - トッポギ 役
- 新マチベン 〜オトナの出番〜 第1話（2007年6月、NHK）
- 怪奇大作戦 セカンドファイル 第1話（2007年7月、NHK） - 佐伯祐一 役
- ROOKIES 第9話（2008年7月、TBS）
- こちら葛飾区亀有公園前派出所 第7話（2009年9月、TBS） - 引ったくり犯 役
- オトメン〜秋 第1話（2009年9月、フジテレビ） - 山野 役
- ブラッディ・マンデイ season2（2010年1月 - 3月、TBS） - モスキート 役
- 素直になれなくて 第1話（2010年4月、フジテレビ）
- 熱海の捜査官（2010年7月 - 9月、テレビ朝日） - 京極潤 役
- 七福神!〜神様のアルバイト、始めませんか?〜（2011年1月、フジテレビ）
- 探偵Xからの挑戦状!「ゴーグル男の怪」（2011年8月、NHK） - 津田一郎 役
- 松本清張特別企画・鉢植を買う女（2011年11月、テレビ東京）
- 贖罪 第2話（2012年1月、WOWOW） - 関口和弥 役
- 開拓者たち（2012年1月、NHK BSプレミアム） - 徐栄慶 役
- 都市伝説の女 第2話（2012年4月20日、テレビ朝日） - 黒岩成 役
- コドモ警察 第6話（2012年5月24日、MBSテレビ） - 槇原莉乃のファン 役
- ヒトリシズカ 最終話（2012年11月25日、WOWOW） - 立原 役
- 勇者ヨシヒコと悪霊の鍵 第6話（2012年11月16日、テレビ東京） - タシスン 役
- ホラー アクシデンタル 第2話「サンクチュアリ」（2013年2月4日、フジテレビ）
- WONDA×AKB48 ショートストーリー「フォーチュンクッキー」 （2013年7月7日、フジテレビ）
- 変身インタビュアーの憂鬱（2013年10月 - 12月、TBS） - 花谷雅 役
- 植物男子ベランダー 第10話（2014年、NHK BSプレミアム） - 宅配便の男 役
  - 植物男子ベランダー SEASON2 第4話（2015年、NHK BSプレミアム） - 宅配便の男 役
- 月曜名作劇場 横山秀夫サスペンス 刑事の勲章（2016年、TBS） - 湯上沢憲太郎 役
- ナイトヒーロー NAOTO 第6話（2016年5月21日、テレビ東京） - 赤沢 役
- モンタージュ 三億円事件奇譚 前編（2016年6月25日、フジテレビ）
- ON 異常犯罪捜査官・藤堂比奈子 第3話（関西テレビ・フジテレビ、2016年7月26日） - 永山宗一郎 役
- ふれなばおちん（2016年6月 - 8月、NHK BSプレミアム） - シゲ 役 [2]
- ラブラブエイリアン 第6話（2016年8月18日、フジテレビ） - パヤン 役
- 黒い十人の女 第6話（2016年11月3日、読売テレビ）
- 相棒 season15 第7話（2016年11月23日、テレビ朝日） - 恵南保 役
- 笑う招き猫（2017年3月19日 - 4月16日、MBS系）
- フランケンシュタインの恋 第6話（2017年5月28日、日本テレビ） - 態度の悪いコンビニ客 役
- 櫻子さんの足下には死体が埋まっている（2017年、フジテレビ） - 藤岡毅 役
- 未解決の女 警視庁文書捜査官（2018年4月19日 - 6月7日、テレビ朝日） - 庄野仁 役
- 盗まれた顔（2019年、WOWOW） - 陳少峰 役

### 舞台
- シダの群れ　岩松了演出（2010年9月、シアターコクーン） - オカムラ 役
- カスケード〜やがて時がくれば〜　岩松了作・演出（2011年3月、下北沢駅前劇場）
- ベルが鳴る前に 倉持裕演出（2012年2月、本多劇場）
- 宅悦とお岩〜四谷怪談のそのシーンのために〜岩松了作・演出（2014年3月 下北沢駅前劇場）
- Bunkamura25周年記念　ジュリエット通り　岩松了作・演出（2014年10月8日〜10月31日 Bunkamuraシアターコクーン）

### CM
- コカ・コーラ（2008年）
- 日本マクドナルド「メガたまご」篇（2008年）
- アコム（2008年）
- BeeTV（2009年）
- サークルKサンクス（2009年）
- NTTドコモ「Answer iコンシェルン食べログ&終電情報」篇（2010年）
- カプコン「モンスターハンター」（2010年）
- サントリー「金麦」（2012年）
- ハウスメイト（2012年）